# Monodgnathia cristatipes
Monodgnathia cristatipes is een pissebed uit de familie Gnathiidae. De wetenschappelijke naam van de soort is voor het eerst geldig gepubliceerd in 1912 door Stebbing.